# Era diocleciana
A era diocleciana (anno Diocletiani) conhecida também como era dos mártires foi um método de numeração dos anos usado pelos cristãos de Alexandria durante o século IV e século V. Os cristãos ocidentais conheceram-no mas quase nunca o usaram. É usada pelos coptas (egípcios modernos) e pelos cristãos da Abissínia.
Toma o nome do imperador romano Diocleciano, que promoveu a mais prolongada perseguição contra os cristãos no Império Romano. Como Diocleciano começou o seu reinado durante o ano alexandrino em 29 de agosto de 284, o ano 1 começou nessa data. Quando Dionísio Exíguo continuou estas tabelas por mais 95 anos, substituiu a era diocleciana pela era cristã ou Anno Domini porque não desejava continuar a recordar um tirano que tinha perseguido os cristãos. A era cristã chegou a prevalecer no ocidente latino mas não foi usada no oriente grego até aos tempos modernos.
Começou a ser usada em 29 de agosto de 284. Desde o século VII tomou também o nome de era dos mártires. Difundiu-se desde o Egito até Milão (existe uma carta de Ambrósio de Milão onde se testemunha o seu uso).
Para conhecer o ano correspondente segundo a era cristã basta somar ao ano da era diocleciana 284, embora haja que ter em conta que nos distintos calendários o ano começa em datas diferentes.